# Forêt d'Andigny
La Forêt d'Andigny (Forêt domaniale d'Andigny, appelée aussi localement Bois de Mennevret) est une forêt domaniale située au nord du département de l'Aisne, sur le territoire des communes de Seboncourt, Mennevret, Tupigny et Hannapes.

## Caractéristiques

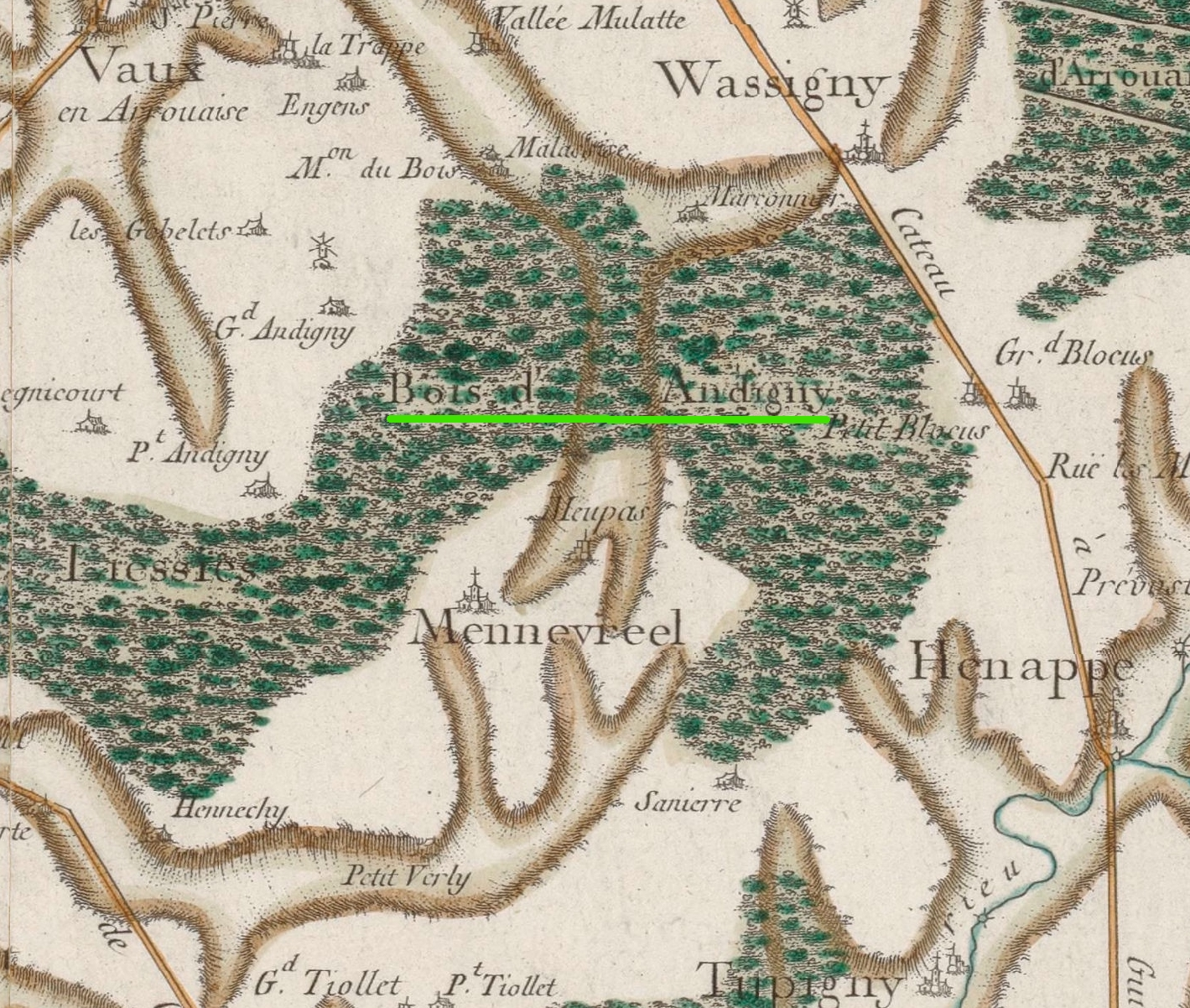
La carte de Cassini qui représente La Forêt d'Andigny. On remarquera que son étendue n'a pratiquement pas varié de nos jours.

C'est un massif forestier de 1 451 ha, très découpé et allongé dans une direction est – ouest, constitué principalement de feuillus. Domaine d'État depuis 1791, c'est un des vestiges de la Forêt d'Arrouaise, une antique forêt datant de la préhistoire.
La forêt est réputée pour ses tapis de narcisses jaunes et de jacinthes au printemps, ce qui ne manque pas de poser des problèmes d'envahissement et de piétinement par les promeneurs cueilleurs.[réf. nécessaire]

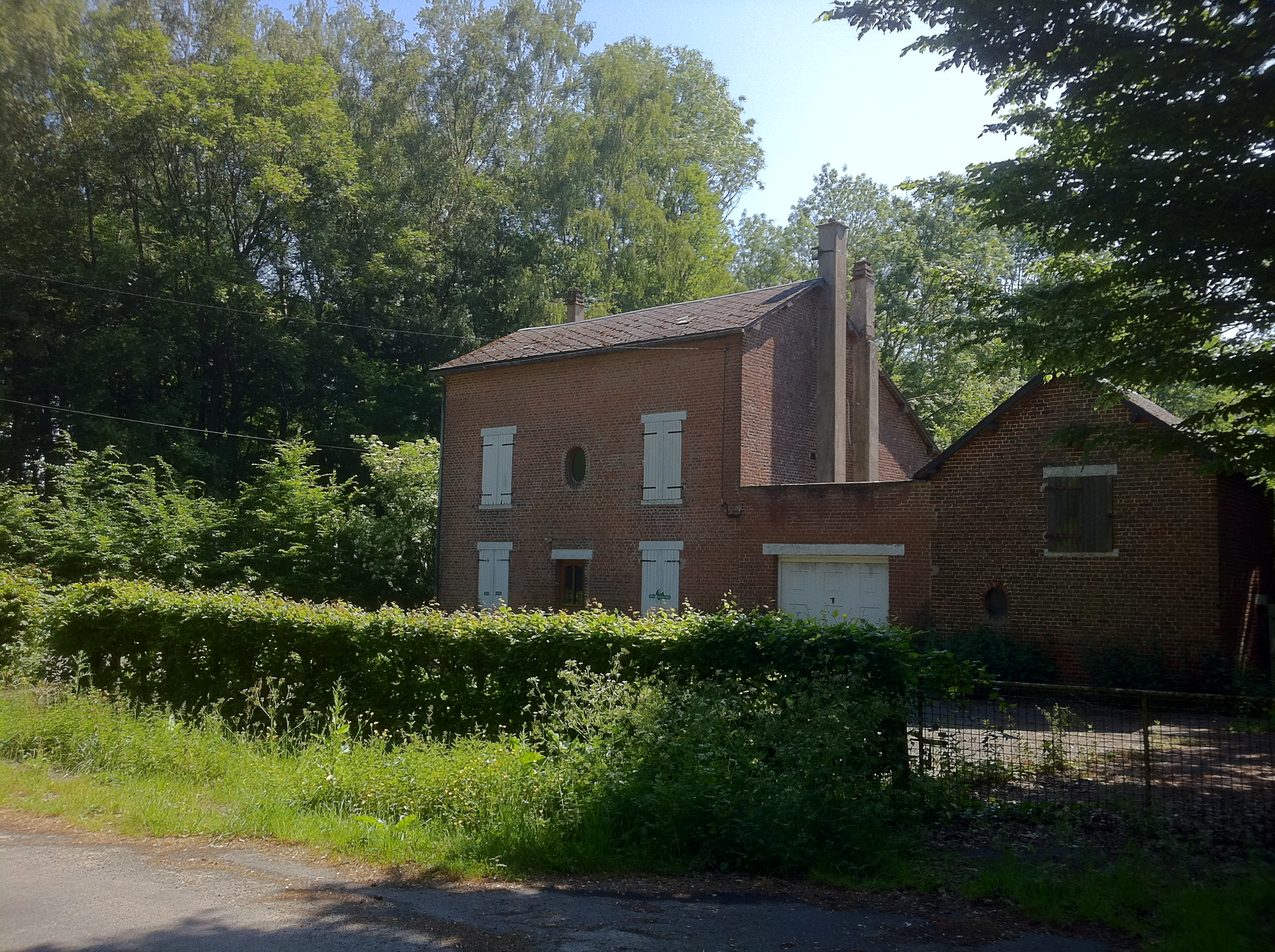
Maison forestière de la Petite Arrouaise (propriété privée).